# Skuphos

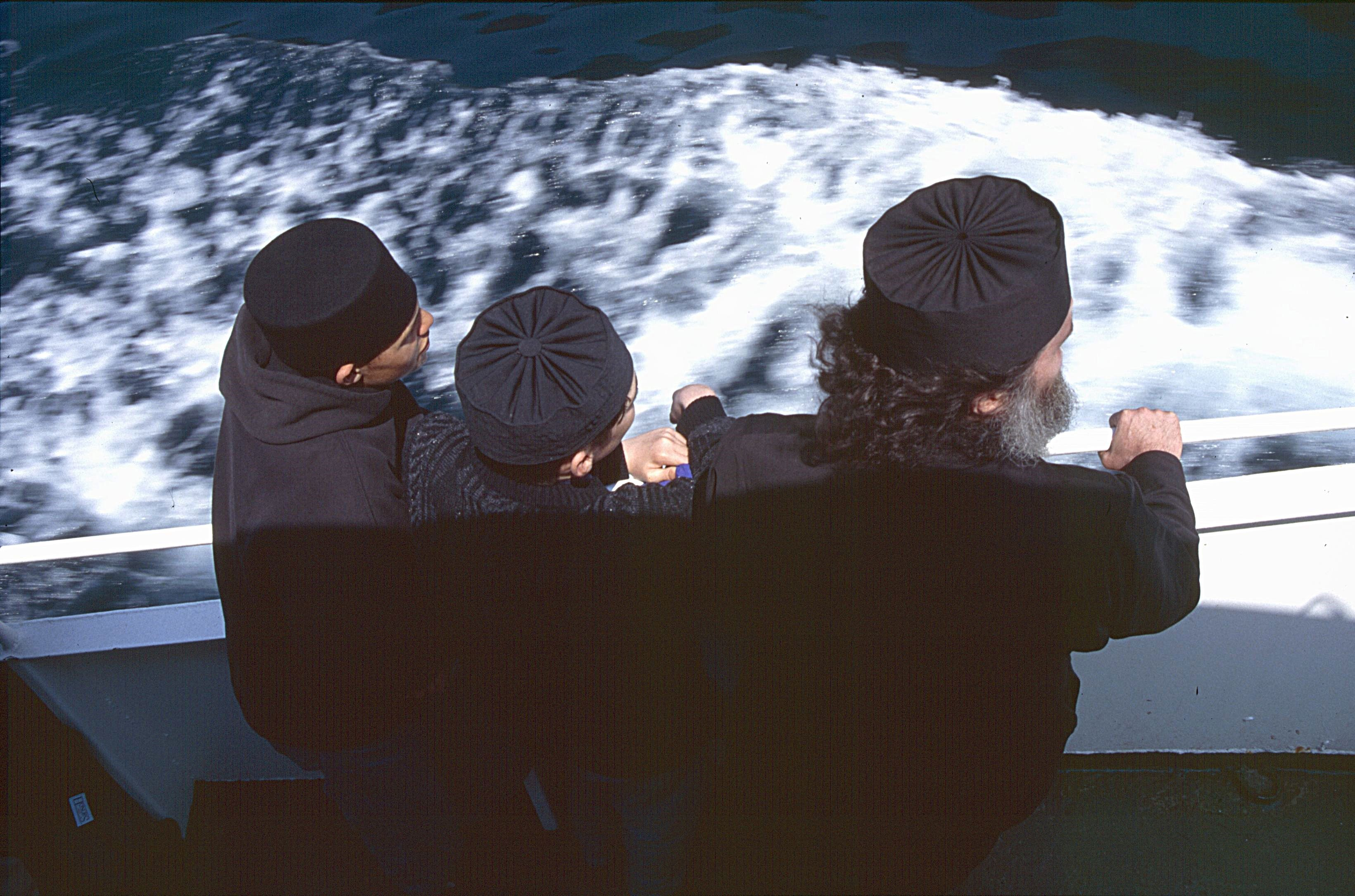
Kopfbedeckungen von Athosmönchen (links Kamilavkion, Mitte und rechts Skuphos)

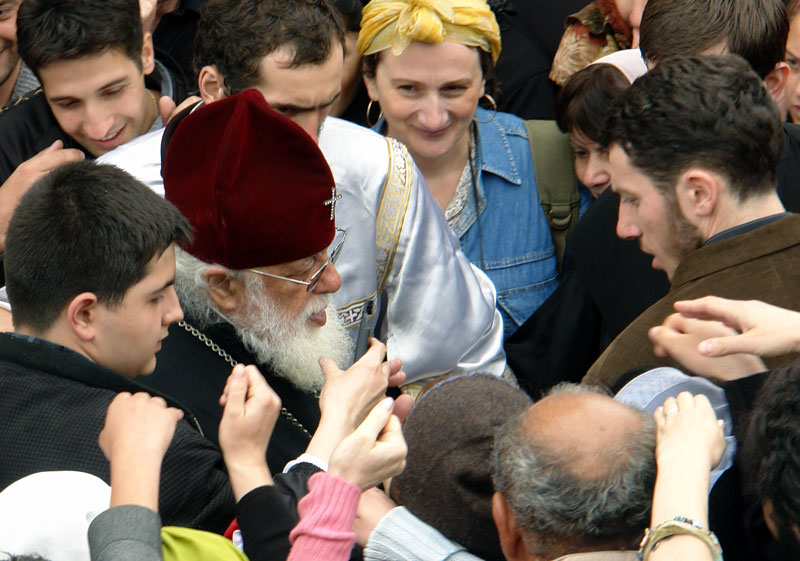
Ilia II., Katholikos-Patriarch der Georgischen Orthodoxen Kirche, mit rotem Skuphos

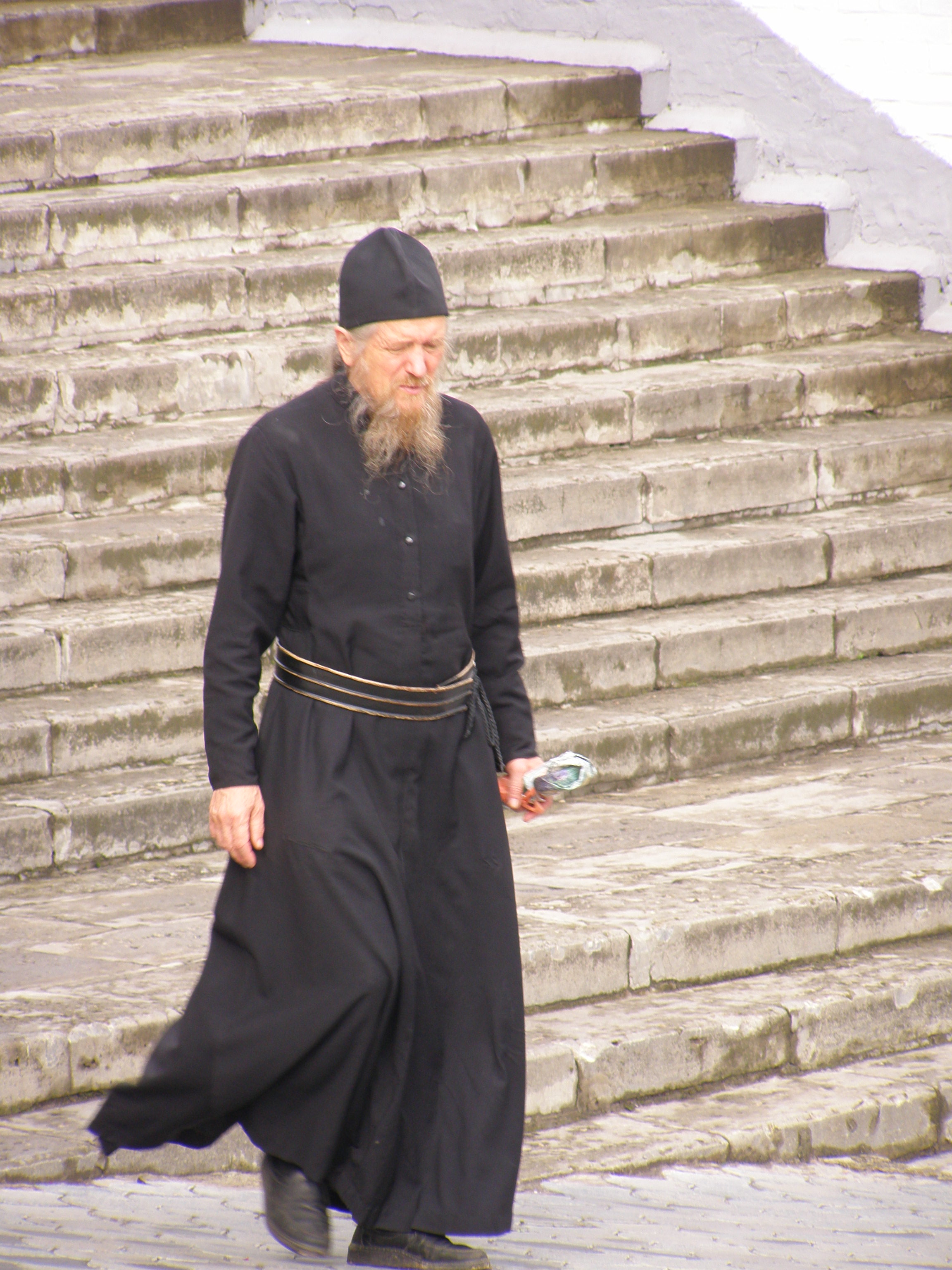
Mönch mit Skuphos im Mariä-Entschlafens-Kloster (Potschajiw)

Der Skuphos oder die Skuphia (mittelgriechisch σκούφος / σκούφια skoúphos / skoúphia, russisch скуфья skuf'ja) ist eine nicht-liturgische Kopfbedeckung orthodoxer Kleriker, Mönche und Nonnen.

## Name
Der Name der Kopfbedeckung wird variantenreich transkribiert: Skufos, Skuphos, Skufyia, Skufa, Skoufiya, Skoufia, Skouphia, Skophia, Skyfiya, Skoufi. Bereits in byzantinischer Zeit begegnet σκούφια skoúphia „Mütze, Haube“ als Lehnwort aus italienisch (s)cuffia, das wiederum nach Albert Thumb aus einer germanischen Sprache stammt.

## Beschreibung
Der Skuphos hat in der griechisch-orthodoxen Kirche eine zylindrische Form, ist an der Basis verstärkt und oben plissiert und flach (Foto oben). Er ähnelt also dem Kamilavkion. In der russisch-orthodoxen Kirche ist der Skuphos eine Mütze aus weichem Material, die vier nach oben spitz zulaufende Seitenteile hat (Foto unten). Die Falten bilden, von oben gesehen, das Zeichen eines Kreuzes. Der rumänische Skuphos hat seitlich ausgestellte Ecken. Während der Skuphos bei Mönchen und Nonnen stets schwarz ist, tragen Priester und Bischöfe auch rote oder violette Skuphoi.
Nonnen tragen über dem Skuphos einen schwarzen Schleier:
- Der griechische Esomandili hat die Form eines gleichseitigen Dreiecks und wird auf dem Skuphos befestigt. Über der Stirn ist ein rotes Kreuz gestickt.
- Der russische Apostelnek (апостольник apostol'nik) dagegen ist kegelförmig mit einer Öffnung für das Gesicht.